# Frugtbarhed (jordbund)
 For alternative betydninger, se Frugtbarhed (flertydig). (Se også artikler, som begynder med Frugtbarhed)
En jords frugtbarhed er dens evne til at yde afgrøder, når man bruger den som ressource i agerbruget. Fra første færd har jordbrugerne vidst, at der er stor forskel på frugtbarheden, og de har kendt til at undgå de dårligste jorde, når de slog sig ned et sted. Eksempelvis slog de første danske agerbrugere sig ned i Vestjylland, fordi jorden var bedst dér. I dag ville man ryste på hovedet ad sådan at valg, men sandheden er, at kombinationen af rigelig nedbør, let sandet jord og et tykt muldlag gav de største udbytter med datidens produktionsmidler.

## Naturvidenskabeligt syn på frugtbarhed

### Vækstfaktorer
Frugtbarheden i jorden skyldes i første omgang, at den rummer en række vækstfaktorer, som er nødvendige, gavnlige eller i hvert fald ikke direkte skadelige for planters vækst. Desuden er frugtbarheden afhængig af nogle påvirkninger, som ikke har med jorden selv at gøre, nemlig klimaforholdene og områdets økologiske fortid.

### Udvaskning
Hvis nedbøren er meget rigelig, og hvis jorden er meget fattig på ler- eller humuspartikler (kolloider), vil mange af næringsstofferne blive ført med det nedsivende vand ned og ud af planternes rækkevidde. Desuden vil jordens beholdning af base, det vil først og fremmest sige kalk, blive ført med ned. Denne nedsivning kaldes udvaskning, og den ændrer jorden, så der mangler næringsstoffer, og sådan at jorden forsures.

### Udpining
Selve det, at man dyrker jorden for at skaffe sig afgrøder, vil betyde en langsom, men sikker fjernelse af nødvendige vækstfaktorer. Med den høstede afgrøde følger nemlig stoffer, som ikke uden videre kan erstattes i jorden. Solenergi og CO2 strømmer hele tiden til området, men de vandopløselige stoffer (dvs. ioner som ammonium, nitrat, fosfat og kalium) befinder sig i plantematerialet og følger dets vej gennem mennesker og dyr.

### Gødskning
Ret tidligt opdagede man dog, at dyrs og menneskers afføring er en værdifuld ressource, som forbedrer jordens frugtbarhed, når den bliver ført tilbage til agerjorden. Dermed var gødskning forstået som dyrkningsmetode, og man havde mulighed for at undgå udpining af jorden.
Det varede dog lang tid, før man forstod bælgplanternes centrale rolle i frugtbarheden. Til gengæld gav det meget markante resultater, da man begyndte at bruge bælgplanter som mellem- og foderafgrøder, og Kløverens betydning som kvælstofkilde for europæisk agerbrug kan næppe overvurderes.
Midt i det 19. århundrede lykkedes det en række forskere med Justus von Liebig i spidsen at afsløre betydningen af en række andre stoffer, som findes i møg. Dermed var det vist, at også andre faktorer er betydningsfulde, og vejen var banet for fremstilling og brug af kunstgødning.

## Frugtbarhed som et produktionsgode

### Grundforbedring
Frugtbarheden er det altafgørende, når man skal bruge jorden som produktionsmiddel. I det intensive agerbrug, hvad enten det drejer sig om skovbrug, landbrug eller gartneri, foretager man nogle grundlæggende indgreb i dyrkningsforholdene, inden man går i gang med at udnytte jorden. Disse indgreb kaldes til sammen for ”grundforbedring”, og de drejer sig om at øge jordens frugtbarhed: Dræning, kalkning, plantning af læhegn, terrassering, anlæggelse af kunstvandingssystemer, basisgødskning (grundgødskning), løsning af råjorden (grubning) og udsåning af grønafgrøder f.eks.

### Landvinding
En anden måde at øge mængden af frugtbar jord består i at foretage landvinding. Normalt vil det dreje sig om inddæmning og tørlægning af havbund, men det kan også gå ud på at tilplante hede, afvande enge og moser, lægge ekstensivt dyrket jord under intensiv dyrkning eller at jævne ellers udyrkelige skråninger.

### Jordbehandling
Jordens frugtbarhed er størst, når den har ligget udyrket i lang tid, men det ville kræve det dobbelte eller tredobbelte areal for at kunne fremstille samme mængde afgrøder pr. år, så i stedet må man øge frugtbarheden uden braklægning. Det sker som nævnt ved gødskning, men det sker også ved at behandle jorden på en måde, der er afstemt efter dens naturgivne egenskaber. På den måde kan man forbedre planternes muligheder for at udnytte de eksisterende eller tilførte ressourcer, uden at noget går til spilde undervejs. ”Godt landmandsskab” drejer sig derfor om at behandle jorden med de rigtige redskaber, på den rigtige måde og til den rigtige tid.

### Sædskifte
Det er en gammel erfaring, at afgrøderne ikke bruge lige store mængder af vækstfaktorerne. Nogle er grådige (Hvede), andre er nøjsomme (Boghvede) og atter andre er berigende (ærter). Nogle dyrkes for rodens skyld (Rødbede), og bladene kan blive tilbage på marken, mens andre netop bliver dyrket for frugtens skyld hørfrø, sådan at det er rødderne, der bliver efterladt i jorden.
Derfor har det vist sig, at man bevarer jordens frugtbarhed bedst ved at lade forskellige afgrøder afløse hinanden i en gennemtænkt rækkefølge (sædskifte). Det kan suppleres ved, at man indskyder perioder med braklægning eller dyrehold på arealet. Det var netop sådan, at dansk landbrug klarede sig igennem, indtil man blev klar over betydningen af bælgplanter. Man havde det, der blev kaldt ”trevangsbrug”, hvor vårsæden (byg eller havre) afløste vintersæden (rug eller hvede) før den selv blev afløst af et år med brak og græsning.

### Forurening
Jordens frugtbarhed er negativt påvirkelig af faktorer, som nedsætter eller forhindrer planternes vækst. Disse faktorer kan være naturskabte: tørke eller oversvømmelse, kulde eller hede, ukrudtsplanter, sygdomme eller skadedyr, brand og hærværk osv. Desuden kan en lang række stoffer virke som gifte for jordbundens organismer eller afgrøderne. Når mængden af den slags stoffer er så stor, at det påvirker dyrkningsudbyttet, taler man om forurening af jorden. Stofferne kan være tilført af naturlige grunde (vulkanudbrud, havgus, flodslam osv.), eller de kan være bragt ind på marken af mennesker. Nogle gange sker det utilsigtet (luftforurening, kemikalieudslip, misforståelser), men ofte skyldes jordforureningen bevidste valg: tankeløs brug af bekæmpelsesmidler, overgødskning, ligegyldighed med spild af brændstof osv.

## Frugtbarhed og bæredygtighed

### Halvagerbrug
Jordbrug blev ikke indført med ét slag, for gennem århundreder levede man af halvagerbrug, altså agerbrug suppleret med udbyttet af lejlighedsvis indsamling eller jagt. Denne måde at udnytte jordens frugtbarhed på var bæredygtig af to grunde: dels fordi man hele tiden tog ny jord ind til dyrkning og dels fordi menneskesamfundene var så små og spredte. Jordbruget ændrede miljøet, men det skete helt lokalt og kun i korte perioder.

### Svedjebrug
Da jordbruget blev det eneste levebrød i samfundet, måtte det nødvendigvis føre til et hårdere pres på jordens frugtbarhed, men dyrkningsformen var stadig skånsom overfor naturens ydeevne. Helt op i Middelalderen fastholdt man mange steder den oprindelige dyrkningsform, det såkaldte svedjebrug, hvor man rydder skov, brænder kvas og stød, gøder jorden med asken og dyrker sine afgrøder i nogle år, indtil frugtbarheden er aftagende. Derefter rydder man et nyt stykke skov og bruger lysningen som mark osv.

### Kvægdrift og plantedyrkning
På et tidspunkt bliver antallet af mennesker på en egn for stort til, at man kan finde nye områder at opdyrke. I første omgang kan problemet løses ved, at grupper udvandrer og finder frem til nye områder, men i længden er der ikke frugtbar jord til alle, og resultatet bliver, at al jord bliver udnyttet så hårdt, at jorden er udpint og frugtbarheden forsvinder.
I den situation var løsningen mange steder en øget kvægavl eller overgang til ren kvægavl. Ved at bygge familiens underhold på dyrebrug kan man udnytte mindre frugtbare områder eller områder, der ligger for spredt til plantedyrkning. Samtidig giver dyreholdet en ekstra gevinst i form af møg (hvis dyrene er på stald om natten), som kan bruges til at øge frugtbarheden i de nærmeste markstykker (se overdrev).

### Traditionelt agerbrug
Med øget befolkningstæthed blev presset på jordens frugtbarhed stadigt stigende. Hvor landsbyerne tidligere var blevet flyttet for hver eller hver anden generation, måtte de nu blive stedfaste med hver deres byjord og overdrev. Dette måtte ende med en udpining af jorden, og til sidst var foldudbyttet nede på 2-3. Det er meget tæt på eksistensminimum, og der skal ikke meget til, før der indtræder underernæring og hungersnød.
Med landbrugsreformerne i løbet af det 18. og 19. århundrede lykkedes det at vende billedet, sådan at jordens frugtbarhed kunne forøges. Det skete ved hjælp af metoder, som er beskrevet ovenfor. I løbet af det 20. århundrede viste det sig dog, at der var ulemper forbundet med det moderne landbrug: Jorden bliver nok frugtbar, målt med kemiske analyser, men en del af ydeevnen skyldes humusindholdet og en høj biodiversitet i jorden, og begge dele fortabes efterhånden. Dette kan måles ved at beregne jordens humusindhold eller ved at opgøre antallet af regnorme pr. m².
En nærliggende løsning på dette problem er den at øge tilførslerne af kunstgødning, eller man kan gøre jordbehandling og grundforbedring mere målrettet og effektiv. I begge tilfælde giver indsatsen kun en stakket frist, før tabet af frugtbarhed viser sig igen.

## Frugtbarhed, kemisk set

### Vækstfaktorer
Frugtbarheden i jorden skyldes i første omgang, at den rummer en række vækstfaktorer, som er nødvendige, gavnlige eller i hvert fald ikke direkte skadelige for planters vækst. Desuden er frugtbarheden afhængig af nogle påvirkninger, som ikke har med jorden selv at gøre, nemlig klimaforholdene og områdets økologiske fortid.

### Udvaskning
Hvis nedbøren er meget rigelig, og hvis jorden er fattig på ler- eller humuspartikler (kolloider), vil mange af næringsstofferne blive ført med det nedsivende vand ned og ud af planternes rækkevidde. Desuden vil jordens beholdning af base, det vil først og fremmest sige kalk, blive ført med ned. Denne nedsivning kaldes udvaskning, og den ændrer jorden, så der mangler næringsstoffer, og sådan at jorden forsures.

### Udpining
Selve det, at man dyrker jorden for at skaffe sig afgrøder, vil betyde en langsom, men sikker fjernelse af nødvendige vækstfaktorer. Med den høstede afgrøde følger nemlig stoffer, som ikke uden videre kan erstattes i jorden. Solenergi og CO2 strømmer hele tiden til området, men de oprindeligt vandopløselige stoffer (dvs. ioner som ammonium, nitrat, fosfat og kalium) er optaget i plantematerialet og bliver som føde for mennesker og dyr til animalsk bundne stoffer.

### Gødskning
Ret tidligt opdagede man dog, at dyrs og menneskers afføring er en værdifuld ressource, som forbedrer jordens frugtbarhed, når den bliver ført tilbage til agerjorden. Dermed var gødskning forstået som dyrkningsmetode, og man havde mulighed for at undgå udpining af jorden. Gennem generationers erfaringer blev det efterhånden klart, at man kunne fremstille gødning af alle slags affald ved at lade dem gennemgå en styret omsætning, kompostering.
Det varede dog lang tid, før man forstod bælgplanternes centrale rolle i frugtbarheden. Til gengæld gav det meget markante resultater, da man begyndte at bruge bælgplanter som mellem- og foderafgrøder, og Kløverens betydning som kvælstofkilde for europæisk agerbrug kan næppe overvurderes. Midt i det 19. århundrede lykkedes det endelig en række forskere med Justus von Liebig i spidsen at afsløre betydningen af en række andre stoffer, som findes i møg. Dermed var det vist, at effektiv gødskning forudsætter tilførsel af en række betydningsfulde stoffer, og vejen var banet for fremstilling og brug af kunstgødning.

## Frugtbarhed som produktionsmiddel

### Grundforbedring
Frugtbarheden er det altafgørende, når man skal bruge jorden som produktionsmiddel. I det intensive agerbrug, hvad enten det drejer sig om skovbrug, landbrug eller gartneri, foretager man nogle grundlæggende indgreb i dyrkningsforholdene, inden man går i gang med at udnytte jorden. Disse indgreb kaldes til sammen for ”grundforbedring”, og de drejer sig om at øge jordens frugtbarhed: Dræning, kalkning, plantning af læhegn, terrassering, anlæggelse af kunstvandingssystemer, basisgødskning (grundgødskning), løsning af råjorden (grubning) og udsåning af grønafgrøder f.eks.

### Landvinding
En anden måde at øge mængden af frugtbar jord består i at foretage landvinding. Normalt vil det dreje sig om inddæmning og tørlægning af havbund, men det kan også gå ud på at tilplante hede, afvande enge og moser, lægge ekstensivt dyrket jord under intensiv dyrkning eller at jævne ellers udyrkelige skråninger.

### Jordbehandling
Jordens frugtbarhed er størst, når den har ligget udyrket i lang tid, men det ville kræve det dobbelte eller tredobbelte areal for at kunne fremstille samme mængde afgrøder pr. år, så i stedet må man øge frugtbarheden uden braklægning. Det sker som nævnt ved gødskning, men det sker også ved at behandle jorden på en måde, der er afstemt efter dens naturgivne egenskaber. På den måde kan man forbedre planternes muligheder for at udnytte de eksisterende eller tilførte ressourcer, uden at noget går til spilde undervejs. ”Godt landmandsskab” drejer sig derfor om at bevare jordens frugtbarhed ved at bruge de rigtige redskaber, på den rigtige måde og til den rigtige tid.

### Sædskifte
Det er en gammel erfaring, at afgrøderne ikke bruge lige store mængder af vækstfaktorerne. Nogle er grådige (Hvede), andre er nøjsomme (Boghvede) og atter andre er berigende (ærter). Nogle dyrkes for rodens skyld (Rødbede), og bladene kan blive tilbage på marken, mens andre netop bliver dyrket for frugtens skyld hørfrø, sådan at det er rødderne, der bliver efterladt i jorden.
Derfor har det vist sig, at man bevarer jordens frugtbarhed bedst ved at lade forskellige afgrøder afløse hinanden i en gennemtænkt rækkefølge (sædskifte). Det kan suppleres ved, at man indskyder perioder med braklægning eller dyrehold på arealet. Det var netop sådan, at dansk landbrug klarede sig igennem, indtil man blev klar over betydningen af bælgplanter. Man havde det, der blev kaldt ”trevangsbrug”, hvor vårsæden (byg eller havre) afløste vintersæden (rug eller hvede) før den selv blev afløst af et år med brak og græsning.
I Japan har Masanobu Fukuoka udviklet en filosofi om "natural farming", hvori der indgår et permanent sædskifte mellem f.eks. ris og rug. Uden brug af kunstgødning hævder han, at han opnår udbytter, som er på højde med eller bedre end både det traditionelle og det moderne japanske landbrug.

### Forurening
Jordens frugtbarhed er negativt påvirkelig af faktorer, som nedsætter eller forhindrer planternes vækst. Disse faktorer kan være naturskabte: tørke eller oversvømmelse, kulde eller hede, ukrudtsplanter, sygdomme eller skadedyr, brand og hærværk osv. Desuden kan en lang række stoffer virke som gifte for jordbundens organismer eller afgrøderne. Når mængden af den slags stoffer er så stor, at det påvirker dyrkningsudbyttet, taler man om forurening af jorden. Stofferne kan være tilført af naturlige grunde (vulkanudbrud, havgus, flodslam osv.), eller de kan være bragt ind på marken af mennesker. Nogle gange sker det utilsigtet (luftforurening, kemikalieudslip, misforståelser), men ofte skyldes jordforureningen bevidste valg: tankeløs brug af pesticider, overgødskning, ligegyldighed med spild af brændstof osv.

## Holistisk syn på frugtbarhed

### Biodynamisk dyrkning
I det dyrkningssystem, som blev udviklet af Rudolf Steiner under navnet biodynamisk dyrkning, betragtes jordens frugtbarhed som noget meget afgørende. Ud fra den antroposofiske filosofi er såvel mennesker som dyr, planter og jord beåndede, dvs. fyldt med åndskraft. Ved den rette behandling øges denne åndskraft i jorden, og det medfører større og mere stabil frugtbarhed. Dyrkningsmetoderne afviger stærkt fra dem, som er begrundet i traditionel vestlig naturvidenskab, for opfattelsen af det åndelige som en afgørende dimension i frugtbarheden giver sig udslag i tiltag, der kan virke uovervejede eller selvmodsigende for den uindviede.

### Økologisk dyrkning
For den økologiske jorddyrker er der ikke noget modsætningsforhold til den gængse videnskab, når man overvejer jordens frugtbarhed. Skillelinjen går dér, hvor den traditionelle dyrkning vil benytte kemiske virkemidler (først og fremmest kunstgødning og pesticider). Disse ting bliver betragtet som utilladelige ”smutveje” for at nå et højt udbytte målt i øjeblikkelig, økonomisk gevinst. For de økologiske dyrkere er frugtbarhed et samlebegreb, som omfatter alle forhold i jorden, herunder også jordbundens flora og fauna. En ægte, pålidelig frugtbarhed ses som et resultat af den højest mulige biodiversitet i jorden, og dyrkningsmetoderne må have som mål at fremme dette både på kort og langt sigt.

## Frugtbarhed som religiøs faktor

### Frugtbarhedsmyter
Siden opdagelsen af agerbrug har menneskene været afhængige af jordens frugtbarhed. For de ældste jordbrugere var det derfor naturligt at se guddommelige kræfter bag årstidernes og vejrligets skiften. Det blev hurtigt klart, at positive og negative kræfter påvirkede jordens ydeevne, og man forklarede dette som et udslag af en kamp mellem gode og onde magter. I den situation blev det menneskenes opgave at støtte de gode kræfter ved passende ofre og rettidig pleje af jorden og afgrøderne.

### Jordens og kvinders frugtbarhed
På ét eller andet tidspunkt blev man klar over sammenhængen mellem undfangelse og fødsel. Det gav endnu mere kraft til myten om den store moder, der skal befrugtes hvert forår, som føder liv ved sommerens slutning og som visner ned og går i dvale om vinteren. I dvaletiden var gudinden fange hos mørkets hersker, og kun ved en særlig indsats kunne hun befries i tide til at værne om jordens frugtbarhed.

### Cyklisk verdensforståelse
Disse myter afspejler bevidstheden om årets og livets kredsløb: Man drog paralleller mellem livsaldrene (undfangelse, fødsel, barndom, ungdom, modenhed, alderdom og død) og årstidernes skiften, og man fik det håb, at døden ikke var endelig, men at genopstandelse var mulig. På den måde kunne opfattelsen af jordens og menneskenes frugtbarhed gå op i en højere enhed, som var selvbekræftende, så længe frugtbarhed og sundhed herskede på stedet.

### Frugtbarhedsguder og -gudinder
Gennem historien har en del guder og gudinder haft ansvaret for jordens, samfundets og den enkeltes frugtbarhed. Grænserne mellem handel, frugtbarhed, ægteskab, kærlighed og elskov som "guddommelige ansvarsområder" er ofte uklare og varierer mellem kulturer og over tid.
| Mytologi | Handel, søfart | Frugtbarhed, agerbrug | Ægteskab      | Kærlighed     | Elskov, lyst      | Noter                                                     |
| -------- | -------------- | --------------------- | ------------- | ------------- | ----------------- | --------------------------------------------------------- |
| Nordisk  | Njord          | Frej, Nerthus         | Frigg         | Lofn          | Freja             | Frej, Freja og Frigg er muligvis oprindeligt samme guddom |
| Græsk    | Hermes         | Demeter, Kybele       | Hera          | Eros          | Afrodite, Priapos | Eros er søn af Afrodite                                   |
| Romersk  | Merkur         | Mars, Ceres           | Juno          | Cupido        | Venus, Faunus     |                                                           |
| Vendisk  | Gardot         | Svantevit, Cisara     | Sieba, Siebog | Sieba, Siebog |                   |                                                           |

## Eksterne links
- Hvad er jordens frugtbarhed? Arkiveret 5. december 2006 hos  Wayback Machine (engelsk).
- University of California: ”Soil Fertility Management for Organic Crops” Arkiveret 13. januar 2007 hos  Wayback Machine (engelsk PDF)
- University of Illinois: ”Soil Fertility Management” Arkiveret 2. februar 2007 hos  Wayback Machine (engelsk)
- Frugtbarhed og modergudinden Arkiveret 6. februar 2007 hos  Wayback Machine (tysk)
- Köln Universitäts presseinformation om Demeterkulten på Sicilien Arkiveret 3. maj 2007 hos  Wayback Machine (tysk)
- Canadas landbrugsministerium om jordens frugtbarhed Arkiveret 30. september 2007 hos  Wayback Machine (fransk)